# Araceli
Pour les articles homonymes, voir Araceli (homonymie).
Araceli (en tagalog : Bayan ng Araceli) est une municipalité de la province de Palawan aux Philippines ; elle occupe la moitié nord de l'île de Dumaran, dans la mer de Sulu.
Sa population est de 14 434 habitants lors du recensement de 2020.

## Géographie
D'une superficie totale de 204,30 kilomètres carrés, elle est divisée administrativement en 15 barangays : 
- Balogo
- Dagman
- Dalayawon
- Lumacad
- Madoldolon
- Mauringuen
- Osmeña
- San Jose De Oro
- Santo Niño
- Taloto
- Tinintinan
- Calandagan
- Poblacion (Centro)
- Tiemad
- Omulan

## Histoire
Araceli signifie Autel du ciel ; elle fait partie de la municipalité de Dumaran (en) jusqu'en 1961, date à laquelle elle devient une municipalité indépendante.